# Brügger & Thomet GL06
Le Brügger & Thomet GL06,, est un lance-grenade automatique tiré à l'épaule de calibre 40 × 46. Destiné à des applications militaires et policières, il a été introduit en 2006. Sa version non-létale est nommée LL06.

## Histoire
Le GL06 a été développé comme arme non létale avec la nécessité particulière d'être précis à distance de sécurité (au-delà de 40 m pour de tels scénarios) lors de tirs d’impacts. La firme Brügger & Thomet (B & T), implantée à Thoune en Suisse, a créé à la fois une arme et une munition spéciale, compatible avec un large éventail de munitions létales et non létales de 40 mm.

## Conception
Le GL06 est une arme autonome de tir à l'épaule destinée aux utilisations militaires et policières. Une version spéciale « moins dangereuse » du GL06 a été produite sous le nom de LL06. Bien que la LL06 ait été commercialisée comme une variante du GL06, la seule différence est la couleur jaune vif de l'arme par rapport au noir du GL06. Les deux armes sont parfaitement capables de tirer une gamme complète munitions de 40 × 46 mm létales et non-létales.
Le LL06 utilise des balles de 40 × 46 mm, dont les projectiles sont stabilisés grâce à un effet gyroscopique entraîné par le canon rayé. Elle permet une bonne précision et une bonne conservation de l'énergétique cinétique, avec 84 joules à 40 mètres. Le lanceur polyvalent permettra ultérieurement de lancer des munitions à effet marquant ou irritant/lacrymogène, tout en conservant l'effet du choc lié à l'impact du projectile. Il peut être équipé d'un viseur électronique EOTech (en). À une distance de tir de 25 mètres, B&T donne une dispersion de tir de 7 cm.
Le GL06 est plus léger et compact que d’autres armes autonomes de la même classe (comme le US M79 ou l’allemand HK69A1), mais il offre une plus grande précision, une souplesse tactique et une bonne ergonomie.

## Production
Le GL06 est également produit sous licence par huit autres compagnies à travers le monde.

## Utilisateurs
Entre 2013 et 2019, des B&T Gl-06 et LL-06 ont été exportés vers 25 pays, à savoir, par ordre d'importance décroissant, la France, l'Espagne, la Pologne, la Hongrie, les États-Unis, l'Irlande, le Koweït, le Canada, la Lituanie et la Suède. Durant cette période, quinze pays ont en importés entre sept et un, à savoir, par ordre d'importance décroissant, l'Italie, la Bosnie-Herzégovine, l'Islande, la Serbie, la Grande-Bretagne, la Belgique, les Pays-Bas, l'Autriche, l'Allemagne, le Portugal, Oman, l'Afrique du Sud, la Malaisie, le Kenya et les Émirats arabes unis. Depuis, d'autres GL-06 ont été exportés.
- Afrique du Sud : Police sud-africaine depuis 2010, également produit localement par l'entreprise d'armement étatique depuis 2013Denel[6]
- Allemagne
- Autriche
- Belgique
- Bosnie-Herzégovine
- Canada[5] : divers services de police dont la Sûreté du Québec (SQ), le Service de police de la Ville de Montréal, le Service de police de Toronto[7]
- Émirats arabes unis
- Espagne : Mossos d'Esquadra (Catalogne)[8]
- Estonie : Forces armées estoniennes
- États-Unis : Service des douanes et de la protection des frontières des États-Unis, 329 GL-06 commandés en novembre 2018[9].
- France : Gendarmerie nationale, Police nationale, Administration pénitentiaire : sa version non-létale, nommée LL06 est connue en France sous le nom de LBD 40, pour lanceur de balle de défense 40 mm. Il est équipé d'un viseur électronique EOTech (en) réglé pour une distance de 25 mètres. Les munitions de défense à courte portée (MDCP) utilisées sont produites par la société française Alsetex à Précigné dans la Sarthe[10]. Pour un tir à une distance de 25 mètres avec cette munition, l'écart est de 14 cm entre deux tirs[11].
- Hongrie[5] : Police de la République hongroise
- Irlande[5] : Emergency Response Unit (ERU) et Armed Support Units (ASU) de la Garda Síochána[12]
- Islande : Police islandaise
- Italie
- Kazakhstan[4] : Police kazakh, 18 GL06 en 2009 par l'intermédiaire de l'Allemagne[13]
- Kenya
- Koweït[5] : Police koweïtienne
- Lituanie[5] : Police lituanienne (2009?)
- Malaisie
- Oman
- Pays-Bas
- Pologne : Police polonaise
- Portugal
- Royaume-Uni
- Serbie
- Suède[5] : Police suédoise, équipé d'un viseur électronique Aimpoint Micro, utilisés pour le lancement de grenades fumigène. Environ 30 policiers sont formés pour son utilisation, répartis dans les trois régions métropolitaines de Suède: Stockholm, l'Ouest et le Sud[14].
- Suisse : divers services de police, dont la police du canton de Bâle-Campagne (de), la police cantonale bernoise (de), le Détachement d'action rapide et de dissuasion (DARD) de la gendarmerie vaudoise, le Groupe d’intervention de la police de Lausanne (GIPL), le Groupe d'intervention de la police cantonale Valaisanne
- Turquie : 91 GL06 acquis en 2012[15]
- Ukraine : fabriqué sous licence par RPC Fort (en) sous le nom de Fort-600 [16].

### Autres
Selon le Small Arms Survey (en), un certain nombre de GL06 de provenance inconnue ont été repérés aux mains des Peshmerga (Forces armées du Kurdistan irakien) pendant la seconde guerre civile irakienne. Par ailleurs, un exemplaire de provenance inconnue a été repéré entre 2014 et 2016 en Libye pendant la seconde guerre civile libyenne. Comme l'indique le document, il est important de noter que le GL-06 est produit sous licence par quatre autres entreprises.

## Culture populaire

### Œuvres Audiovisuelles
Le GL06 apparaît dans les films suivant : 
- 2007 : Transformers, utilisé les militaires U.S. et les soldats du Secteur Sept
- 2008 : Babylon A.D., utilisé par un membre du gang de motard
- 2013 : The Agent, utilisé par Jung Jin-Soo (Han Suk-kyu)
- 2016 : Jason Bourne, utilisé par 	Jason Bourne (Matt Damon)

### Jeux vidéo
Le GL06 apparaît également dans les jeux vidéo Brink (2011), Ghost Recon: Future Soldier (2012) et Watch Dogs (2014).